# 2022年の航空
2022年の航空（2022ねんのこうくう）では、2022年（令和4年）に起こった航空関係の出来事をまとめる。
2021年の航空 - 2022年の航空 - 2023年の航空

## 出来事

### 1月
- 17日から19日 - ギリシャ空軍が導入する18機のラファール戦闘機のうち、新規生産された6機の引き渡し[1]
- 20日 - ザラ・ラザフォード（英語版）が5ヶ月をかけて単独世界一周飛行を達成。19歳6ヶ月での達成は女性最年少[2]。
- 30日 - ロシアのLMS-901（英語版）（An-2後継用の軽量汎用機）が初飛行[3]。

### 2月
- 27日 - アントノフ国際空港の戦いにおいて、世界最大の航空機であるAn-225が破壊された[4]。

### 3月
- 21日 - 広西チワン族自治区梧州市藤県で中国東方航空の5735便が墜落、乗客乗員132人全員が死亡した[5]。

### 10月
- 24日 - 大韓航空の旅客機が、フィリピンのセブ国際空港に着陸しようとしたところオーバーランし、複数の負傷者が出た[6]。

### 11月
- 6日 - タンザニア・ブコバでプレシジョンエアの494便が空港への着陸に失敗してヴィクトリア湖に着水。乗客乗員19人が死亡、24人が負傷[7][8]。